# Ermita de Santa Lucía y San Benito
La ermita de Santa Lucía y San Benito de Alcalá de Chivert (provincia de Castellón, España) es un eremitorio de estos santos, que está elevado en la sierra de Irta a 312 m de altura. 

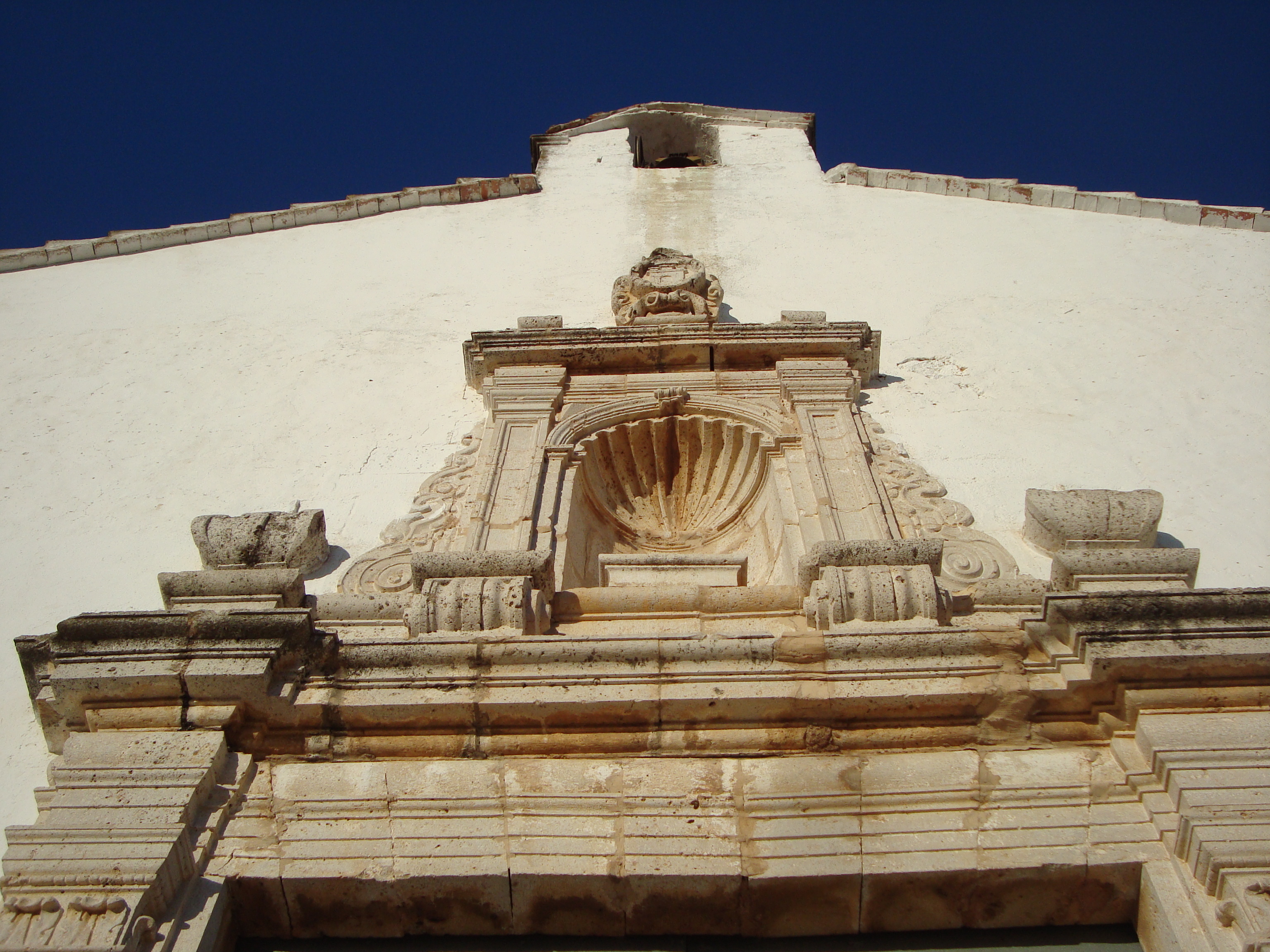
Fachada de la ermita

La mayor parte de su actual estructura parece indicar que data del siglo XVII, si bien se tienen noticias de unos antecedentes como torre vigía que podrían datarse hacia el siglo XVI de la que en la parte posterior del ermitorio quedan algunos restos que actualmente forman parte del conjunto.
Recientemente ha sido restaurada en su abovedamiento interior y en las pinturas, de autor anónimo, así como en la techumbre, accesos y nueva iluminación, facilitando con ello su accesibilidad. El 13 de diciembre, festividad de Sta. Lucía, tiene lugar una romería de propios y visitantes. La otra celebreció anual se produce el 11 de junio por San Benet.
La ermita tiene adosado un edificio, antiguo hostal con habitaciones para los pelegrinos, establos para las caballerías y dos pozos en la plaza que daban idea de las romerías que se hacían antiguamente.